# Noel Thomas
Sir John Noel Thomas, KCB, DSO, MC (* 28. Februar 1915; † 16. März 1983) war ein britischer Offizier der British Army, der unter anderem als General zwischen 1971 und 1974 Generalmeister der technischen Truppen (Master-General of the Ordnance) war. Er war darüber hinaus von 1974 bis 1981 Vize-Vorsitzender der Commonwealth War Graves Commission.

## Leben
John Noel Thomas, Sohn von John Ernest Thomas, absolvierte ein Studium im Fach Ingenieurwesen und schloss dieses mit einem Bachelor of Engineering ab. 1936 trat er als Leutnant (Second Lieutenant) in das Ingenieurkorps (Royal Engineers) ein. Er fand zahlreiche Verwendungen als Offizier und Stabsoffizier. Während des Zweiten Weltkrieges wurde ihm 1945 das Military Cross (MC) sowie ebenfalls 1945 der Distinguished Service Order (DSO) verliehen. Nach Kriegsende folgten verschiedene weitere Verwendungen in der British Army. Als Brigadegeneral (Brigadier) war er zwischen Mai 1960 und November 1961 Kommandeur der 2. Brigade sowie anschließend von Dezember 1961 bis Dezember 1962 Kommandeur der 5. Brigade. Als Generalmajor (Major-General) übernahm er im Dezember 1963 von Generalmajor George Lea den Posten als Kommandierender General (General Officer Commanding) der 42nd (East Lancashire) Division und bekleidete diesen bis August 1965, woraufhin Generalmajor Bala Bredin seine Nachfolge antrat.
Im Anschluss wechselte Thomas ins Verteidigungsministerium (Ministery of Defence) und war dort zwischen November 1965 und Juli 1968 Leiter der Abteilung Waffen und Entwicklung (Director of Weapons and Development). Für seine Verdienste wurde er 1967 Companion des Order of the Bath (CB). Im Oktober 1968 wurde er als Generalleutnant (Lieutenant-General) Nachfolger von Air Marshal Neil Wheeler als stellvertretender Chef des Verteidigungsstabes für operative Anforderungen (Deputy Chief of the Defence Staff (Operational Requirements)) und hatte dieses Amt bis November 1971 inne, woraufhin Ian McIntosh seine dortige Nachfolge antrat. Er war ferner von 1968 bis 1976 Oberst des Royal Pioneer Corps. Am 14. Juni 1969 wurde er zum Knight Commander des Order of the Bath (KCB) geschlagen, so dass er seither den Namenszusatz „Sir“ führte.
Zuletzt wurde Noel Thomas zum General befördert und löste im März 1971 General Charles Leslie Richardson als Generalmeister der technischen Truppen (Master-General of the Ordnance) ab. Er war damit bis zu seiner Ablösung durch General John Gibbon im März 1974 für Artillerie, Ingenieurtruppen, Festungsanlagen, militärischen Bedarf, Transportwesen und Feldkrankenhäuser zuständig. Er engagierte sich von 1971 bis 1974 als Mitglied und danach zwischen 1974 und 1981 als Vize-Vorsitzender der Commonwealth War Graves Commission (CWGC), eine Einrichtung, die in Zusammenarbeit mit der britischen Regierung für die Errichtung, Bebauung und Betreuung der britischen Soldatenfriedhöfe in den Ländern des Commonwealth of Nations verantwortlich ist.
Aus seiner 1946 geschlossenen Ehe mit Jill Quilter gingen zwei Söhne hervor.